# Перший київський машинобудівний завод
Перший київський машинобудівний завод (абр. АТ «ПКМЗ»; у 1922—2018 — завод «Більшовик») — одне з найстаріших машинобудівних підприємств в Україні, розташоване в  Києві. Його історія налічує понад 140 років. Завод був заснований у 1882 році під назвою «Гретер і Криванек» Яковом Гретером. Спочатку він спеціалізувався на виробництві парових машин та обладнання для цукрових заводів та інших підприємств.
1903 робітники заводу брали участь у загальному страйку робітників півдня Російської імперії, 1905 організовували бойові дружини, у жовтні 1917 вели бої проти Тимчасового уряду, в січні 1918 — з військами Центральної ради за встановлення радянської влади в Україні. Назву «Більшовик» завод отримав 1922-го року.
У 1929 було завершено реконструкцію підприємства, введено в дію чавуно- і сталеливарні, механоскладальний та ковальські цехи. 3авод освоїв виробництво хімічного устаткування, випуск якого зростав швидкими темпами. В 1938 році обсяг продукції заводу збільшився в порівнянні з 1928 - у 13,7 разів. Під час радянсько-німецької війни 1941–1945 років завод був зруйнований. В роки 4-ї п'ятирічки було споруджено основні виробничі цехи й обладнано їх складним сучасним устаткуванням. Підприємство випускало валкові машини, каландри, гумозмішувачі, шнек-машини, вулканізатори і форматори, які застосовуються в шинній, гумообробній та пластмасовій промисловості. Продукція заводу була відома за межами СРСР. З багатьох підприємств електротехнічної промисловості і приладобудування на «Більшовик» надходило устаткування для виготовлення потокових ліній. В 1958 році було випущено продукції в 1,4 рази більше, аніж у 1940. За 1959–1965 роки обсяг виробництва зріс в 2 рази. Велику роль у виробничому і культурному житті колективу заводу відігравав Палац культури, який було збудовано у 1934 році.

## Історія

### Початок роботи
У грудні 1881 року, швейцарський підприємець Яків Гретер, який мешкав у м. Києві, придбав у спадкоємців полковника Леоновича право на довічне користування чотирма десятинами (близько 4,4 га) казенної землі за західною околицею Києва — на Шулявці. Разом з гесенським підданим, інженером Філіпом Мозером, Гретер на цій ділянці, 26 липня 1882 р. (за новим стилем) відкрив нове підприємство — Київський чавуноливарний і механічний завод. Підприємство почало виробляти ліжка, просту чавунну арматуру, рафінадні форми, фільтр-преси, болти, гайки, скоби та інші кріпильні вироби.
Спочатку на заводі працювало 30 найманих робітників. Складної продукції не виробляли, оскільки обладнання було надто примітивним — 2 вагранки та декілька найпростіших верстатів. Енергоозброєння підприємства оцінювалося в 1620 кінських сил. Однак напрямок роботи власниками було обрано правильно, кон'юнктура складалася напрочуд вдало, i за досить невеликий проміжок часу річний обсяг виробництва заводу досяг 100–165 тис. руб. Та, очевидно, спосіб розподілу прибутку викликав конфлікт між компаньйонами, i в 1888 році Філіп Мозер, який виконував ще й обов'язки директора заводу, вийшов зі справи і виїхав за кордон. На його місце Гретер запросив підданого Австро-Угорської імперії, випускника Празького політехнічного інституту Йосипа Криванека. Разом з Криванеком до Києва приїхав ще один інженер-фахівець з парових котлів Фердинанд Вітачек. Вони й стали співдиректорами нового підприємства, створеного на базі «Київського чавуноливарного і механічного заводу» i оформленого як «товариство на вірі» (щось на кшталт товариства з обмеженою відповідальністю) — акціонерного товариства «Київський машинобудівний і котельний завод Гретера, Криванека i K°» з основним капіталом в 1 млн руб. Такий потужний економічний фундамент нового товариства створили внески не лише засновників підприємства, але й менш значних акціонерів: німецьких, швейцарських і чеських підприємців Е.Лідке, В.Кукша, X.Гедекера, І.Отта та інших. Головою товариства знов-таки став Яків Гретер. А інженерний і середньотехнічний склад підприємства був укомплектований вихідцями з Чехії. Звідти на роботу до Києва було запрошено й деяких робітників високої кваліфікації.

### Розвиток виробництва
У 1890 році почалася докорінна реконструкція заводу. Невдовзі основними його цехами стали чавуноливарний, котельний, токарний, модельний, ковальський та рафінадних форм. Головним напрямком роботи було виробництво устаткування для переробної та харчової промисловості (передусім — для цукроварень), обладнання для цегельних і лісопильних заводів, а також випуск різноманітних резервуарів, насосів, чавунного й мідного литва, рафінадних форм і трансмісій.

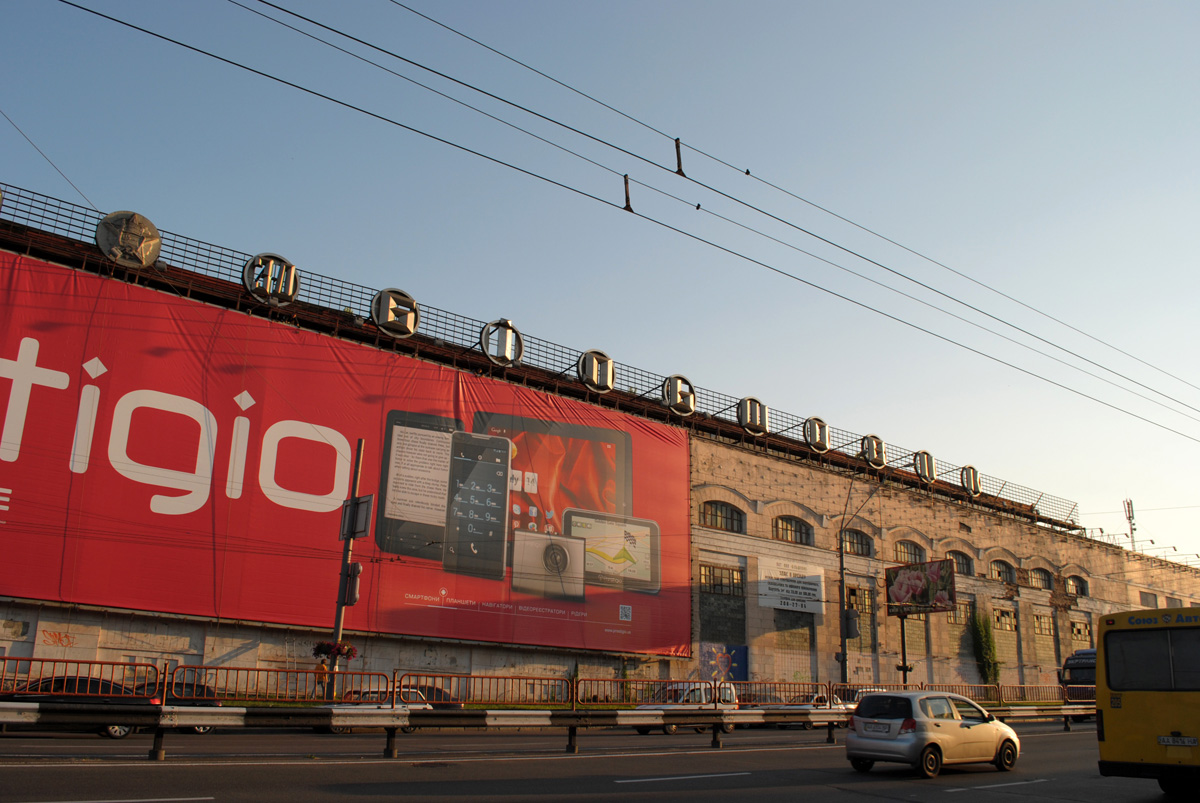
Будівля цеху №5 АТ «Перший Київський машинобудівний завод», 2013 рік

Протягом короткого часу завод стає одним з найбільших у своїй галузі і в місті. Досить зазначити, що наприкінці XIX століття працювало на ньому до 900 найманих працівників. За чисельністю він у Києві поступався лише Головним залізничним майстерням. Уже в 1893–1894 роках вартість виготовленої на заводі Гретера і Криванека продукції склала приблизно 50 % вартості продукції всіх машинобудівних підприємств Києва разом узятих.
У 1896 році, за експоновану там парову машину нової конструкції, завод отримав золоту медаль на ярмарку, що проходив у Нижньому Новгороді. 
З реклами 1899 року видно, що це вже був дуже потужний завод. Треба віддати належне членам правління і дирекції підприємства: вони пильно відслідковували технічні новинки і впроваджували найсучасніші технології. Так у 1903 році завод знову було модернізовано — за німецьким проєктом на ньому було споруджено мартенівську піч з кисневою плавкою, ще за кілька років — монтажний цех та «матеріальний магазин» (так тоді називали заводський склад).
Незадовго до цього, в 1902 році, Гретер і Криванек завдяки своїм блискучим технічним можливостям і сприянню високих чиновників, виграли тендер на виготовлення конструкцій даху для споруджуваного будинку Київської контори Державного банку на вул. Інститутській.
Завод Гретера й Криванека став майже монополістом у галузі поставок устаткування для цукрових заводів. Серед основних клієнтів підприємства були такі цукрові гіганти, як «Товариство цукрових і рафінадних заводів братів Терещенків», Грушевський і Смілянський цукрові заводи графів Бобринських, цукрові заводи братів Бродських. Але Гретер не задовольняється однією «солодкою» галуззю. Він вчасно звертає увагу на залізничне будівництво, навколо якого крутились просто величезні на ті часи гроші. Завод почав робити рейки й підвісні мости, що поставлялись на Московсько-Києво-Воронезьку залізницю, Київську міську залізницю, Польську і Миколаївську залізниці.
Цей стрімкий поступ коштував працівникам недешево. Робоча зміна для робітників основних спеціальностей на заводі Гретера і Криванека починалася о шостій ранку і закінчувалася о пів на сьому вечора, а то й пізніше. Машиністи ж парових машин повинні були ставати до роботи ще раніше — о п'ятій ранку і залишати її о сьомій вечора — після закінчення робіт на всіх дільницях. Проте далеко не завжди робітники встигали за зміну виконати визначену майстром норму і їх залишали на позаурочні години. До речі, практика ця була широко розповсюдженою і за даними фабричної інспекції у Київському фабричному окрузі у 1899 році 56,5 % всіх робітників відпрацювали по 208,9 позаурочних годин, замість дозволених законом 120 годин. Середня заробітна плата на заводі Гретера і Криванека становила в ті роки для робітників основних спеціальностей 30-35 руб., учень-підліток заробляв до 7 руб., а майстер отримував 130 руб. на місяць.
Управлінський кістяк заводу становили менеджери-чехи. Криванек був зацікавлений у залученні кваліфікованих кадрів і своїх земляків. Але справа була не стільки в земляцтві, скільки в тому, що в Російській імперії в той час відчувався дефіцит інженерів. Іноземні менеджери завжди коштували дорого, і власники заводу були змушені розщедритися на солідні зарплати (у рази й десятки разів вище, ніж в інших співробітників) для спеців з-за кордону. Разом з тим підприємці розуміли перспективність виховання місцевих, київських кадрів. Їх підприємство мало деяке відношення до появи в Києві Політехнічного інституту, головний корпус якого звела в 1898 р. варшавська фірма «Кукш і Лідке», чиї власники були одночасно акціонерами заводу Гретера й Криванека.
Гретер і Криванек не задовольнялися малоросійським ринком. Пора було створювати підприємство загальноімперського масштабу. Але без представництва в Санкт-Петербурзі й надійного столичного повіреного в справах успіху не досягти. Потрібна була людина відома й у чиновницьких колах, і серед петербурзької бізнес-еліти. Ним виявився Рингольд Кальнинг, що мав репутацію досить впливової особи. Він почав співробітничати із Гретером і Криванеком у момент розквіту їх підприємства — приблизно в 1908 році Консалтингові послуги Рингольда Кальнинга обходилися недешево — щорічно близько 19 тис. руб. (за даними на 1909 рік). Керівництво заводу було завалено листами від столичного представника із пропозиціями взяти участь у тому або іншому прибутковому тендері. Крім цього, Кальнинг займався поставкою виробничої сировини на завод. Та й збут продукції найчастіше здійснювався не через Київ, а через петербурзький офіс Кальнинга. Він приділяв велику увагу рекламі в друкованих виданнях. У 1910 році ним була розміщена інформація про виробничу номенклатуру заводу Гретера і Криванека в престижному столичному журналі «Покажчик з внутрішньої і зовнішньої торгівлі й промисловості».

### Історія заводу за часів Радянського Союзу
Після революції 1917 року власники заводу, переконавшись у тривалості економічної й невідворотності політичної кризи, продали підприємство й залишили Україну. На зборах акціонерів, що відбулися у грудні 1918 року, прізвище Гретер не фігурує. Потім збори акціонерів і зовсім вийшли з моди. Завод Гретера й Криванека більшовики націоналізували й назвали його в 1919 році «Першим державним машинобудівним заводом», а до річниці революції в 1922 році дали йому ім'я «Більшовик».
Підприємство швидко розвивалося. З 1926 року на заводі впроваджується новий тоді технологічний процес — електрозварювання. Тут починає свої дослідні роботи з електрозварювання майбутній академік Є. О. Патон, на той час — професор КПІ. Зварювальна лабораторія «Більшовика» стала першоосновою для створення всесвітньо відомого Інституту електрозварювання НАН України ім. Є. О. Патона.
З 1930-х роках завод вибирає свою стратегічну «професію» — виробництво техніки для хімічної промисловості. У цей час тут створюється устаткування для перших радянських заводів синтетичного каучуку, на яких була виготовлена перша в СРСР автомобільна шина. Починається поставка продукції на експорт. Робітники заводу К. І. Ващенко, І. С. Григор'єв, Б. Д. Грозин, В. І. Дятлів згодом стають вченими. В 1935–1938 роках головним інженером заводу працював М. А. Доллежаль, у подальшому — головний конструктор атомного реактора, лауреат Ленінської й чотирьох Державних премій, Герой Соціалістичної Праці.
У 1939 році на заводі починається випуск артилерійських снарядів, а з перших днів німецько-радянської війни він як оборонне підприємство піддається жорстоким бомбардуванням фашистської авіації. Евакуйоване на Урал підприємство, вже з 1942 року налагодило масовий випуск мінометів калібру 122 мм, дає початок відомому нині «Уралхіммашу» (м. Єкатеринбург, Росія). 
7 листопада 1943 року, через день після звільнення м. Києва, завод як підприємство Наркомату мінометних озброєнь, відновив свою роботу. Німці знищили його повністю, включаючи фундаменти, інженерні і підземні комунікації. І все-таки вже в 1948 році відроджений завод досяг довоєнних потужностей спочатку з виробництва хімічного, а потім — полімерного устаткування.
1950-60-ті роки відрізняються особливим підйомом у розвитку підприємства. На завод щорічно приходять молоді високоосвічені фахівці. В основному, це — випускники Київського політехнічного інституту. Створюються Спеціальне конструкторське бюро полімерного машинобудування (СКБполімермаш), Науково-дослідний інститут «УкрНДІпластмаш», які стають провідними розроблювачами полімерного устаткування в колишньому Союзі. На базі цих організацій і заводу організовується Науково-виробниче об'єднання «Більшовик». Першим генеральним директором об'єднання призначається колишній керівник Львівського раднаргоспу Петро Якович Костина (випускник КПІ). Під його енергійним керівництвом протягом майже 10 років завод докорінно перебудовується, розширюється, технічно переозброюється.
На зміну П. Я. Костині, в 1974 році, до керівництва приходить талановитий інженер і організатор виробництва, колишній заступник директора заводу «Ленінська кузня» Віталій Олексійович Ізвеков (випускник КПІ), який завершив реконструкцію заводу. Під час його перебування генеральним директором, завод освоїв десятки нових видів устаткування, у тому числі й унікальних, перших у СРСР і у світі.
В журналі "Перець" № 15 за 1975 рік було розміщено карикатуру  А. Арутюнянца "Нове у боротьбі за чистоту навколищнього середовища". У карикатурі повідомлялося, що завод "Більшовик" пофарбував труби у ніжно-блакитний колір. Карикатура критикувала забруднення заводом навколишнього середовища.
У 1980-ті роки колективом НВО «Більшовик» розробляється й виготовляється комплекс устаткування для виробництва великогабаритних шин діаметром до 5 м для автосамоскидів і автопоїздів вантажопідйомністю до 220 тонн. За цю роботу колектив конструкторів, технологів, інших фахівців був нагороджений Державною премією Ради Міністрів СРСР. У ці роки спеціалізація підприємства різко розширилася. Випускалася також техніка для Міністерства оборони, що становила понад 20 % загального обсягу продукції. Значно розширилася і географія поставок. Споживачами продукції всередині СРСР були 19 шинних комбінатів, близько 60 заводів гумовотехнічних виробів, 15 кабельних заводів, 24 підприємства будматеріалів, 33 заводи з переробки пластмас, 21 хімкомбінат та ін. Здійснюється експорт у країни Східної Європи, США, Францію, Данію, Велику Британію Німеччину, Австрію, Індію, Республіку Шрі-Ланка, Китай, В'єтнам й інші країни.

### Після відновлення незалежності України в 1991 році
У 1990-ті роки, після розпаду СРСР, стан споживчого ринку продукції заводу «Більшовик» різко змінився в гіршу сторону. Зникають замовлення на техніку оборонного призначення. Економічна криза в Росії, інших країнах СНД призводить до значного падіння попиту на продукцію об'єднання. За перше півріччя 1993 р. тільки поставки в Росію скоротилися в 14,5 рази порівняно з попереднім роком і досягли майже нульового рівня. В результаті в період 1993-1995 років завод «Більшовик» перебував на грані повної зупинки. Почалася затяжна економічна криза.
НВО «Більшовик», як єдина структура НВО «Більшовик» - розпалася, і на його базі в 1996 році було створено ВАТ "Науково-виробниче підприємство «Більшовик», 100 відсотків акцій якого - належало державі. Зусилля керівництва підприємства, яке очолив кадровий працівник, в минулому головний інженер заводу, Віктор Кузьмич Решетов, зі створення управління маркетингу приводять до появи в 1996 році перших ознак зупинки падіння виробництва, а в 1997 році — деяких позитивних зрушень. Надалі намічається поступове нарощування обсягів виробництва, розширення ринків збуту. Сертифікація виробництва заводу відповідно до правил Американського товариства інженерів-механіків (ASME) наприкінці 1990-х років дала можливість поставити в США значну партію (13 од.) форматорів-вулканізаторів великогабаритних шин. Для збільшення обсягів виробництва завод розширив свою спеціалізацію за рахунок освоєння нової продукції, яка б дозволила українським підприємствам уникнути імпорту машин з Росії й далекого зарубіжжя. Було освоєно виробництво пилорам, пересувних бурових установок, іншого нафтопромислового устаткування.
Завод також виготовляв продукцію для потреб м. Києва на замовлення міської держадміністрації. Було освоєно виготовлення тунельних ескалаторів нового покоління, що забезпечують зниження енергоспоживання на 30 %, метало- і трудомісткості — на 30 %. Два таких ескалатори були встановлені в підземному переході на Майдані Незалежності, 4 — змонтовані на станції метро «Академмістечко».   
Також було виготовлено перший у СНД тунелепрохідний комплекс, що дав можливість споруджувати метротунелі в нестійких, насичених водою ґрунтах. Комплекс в 3-4 рази підвищив швидкість проходки, зменшив вартість будівництва метро, виключив необхідність руйнування міської забудови над трасою, буравлення свердловин з поверхні, дорогого заморожування ґрунту, великих витрат ручної праці. З урахуванням дефіциту нафторесурсів в Україні, велике економічне й екологічне значення буде мати впровадження устаткування, що виробляє ВАТ НВП «Більшовик» для виготовлення паливних сумішей з використанням ріпакової олії. Для переробки зношених покришок, у тому числі з металокордом, відходів гумових виробництв на заводі освоєно виготовлення принципово нового агрегату типу «ДЭКЧЕР», що виробляє дрібнодисперсний гумовий порошок — повноцінну сировину для нових виробів. Розроблений також подрібнювач типу «Шредер». Обидві ці машини включені в розроблювану технологічну схему повного циклу переробки гумових відходів, і завод готовий повністю забезпечити його відповідним устаткуванням.
Нині ВАТ "Науково-виробниче підприємство "Більшовик" зберегло універсальні технологічні можливості, свою базову спеціалізацію й продовжує утримувати за низкою видів продукції монополію в країнах СНД, а з окремих типів виробів конкурує на світовому ринку з високорозвиненими в технічному відношенні країнами. Більшу частину продукції, що виробляє ВАТ НВП «Більшовик», не випускає жодне підприємство України.
Від 10 травня 2018 року, в зв'язку з набуттям чинності декомунізаційних законів, ПАТ «Науково-виробниче підприємство «Більшовик», що перебувало у державній власності, змінило назву на сучасну — АТ «Перший київський машинобудівний завод» (чи скорочено АТ «ПКМЗ»).

### Приватизація заводу в 2021 році
У 2021 році, підприємство було виставлено на приватизацію, та 27 жовтня того ж року продано за 1,429 мільярда гривень.
Заявки на участь у торгах подавали 15 компаній, але під час торгів було 3 учасники.
Переможцем стала фірма ТОВ «Дженерал Коммерс», бенефіціаром якої є Володимир Долгополов.
«Дженерал Коммерс» пов'язують зі сферою впливу групи UFuture Василя Хмельницького та Андрія Іванова.
У ФДМ заявили, що це перший успішний об'єкт великої приватизації за останні 15 років. Останнім великим об'єктом приватизації у жовтні 2005 року стала «Криворіжсталь» (на даний час — «АрселорМіттал Кривий Ріг») за $4,8 млрд (на той час — 24,2 млрд. грн).
17 листопада 2021 року пресслужба АМКУ повідомила, що Антимонопольний комітет України залишив без розгляду заяву «Дженерал Коммерс» на купівлю АТ «ПКМЗ».
30 грудня 2021 року Антимонопольний комітет (АМКУ) дозволив компанії «Дженерал Коммерс» придбати завод АТ «ПКМЗ».
4 січня 2024 року стало відомо про плани щодо забудови території колишнього заводу «ПКМЗ». Власник компанії A Development Олексій Баранов повідомив про намір звести на цій ділянці житловий комплекс та об'єкти комерційної нерухомості. За словами Баранова, проєкт передбачає будівництво близько 400 тис. кв. м житла та 360 тис. кв. м комерційних площ. Запланована забудова матиме переважно середню поверховість і включатиме значні відкриті простори та пішохідні зони.
Однак, в листопаді 2024 року девелоперська компанія UDP Андрія Іванова і Василя Хмельницького заморозила до кінця війни будівництво житлового кварталу на місці колишнього заводу «ПКМЗ».

## Знесення та знищення об’єктів заводу

### Знесення будівлі цеху №5
У травні 2023 року Київрада викупила п'ятий цех ПКМЗ у нового власника за 113 млн гривень для завершення реконструкції Шулявського шляхопроводу. Непрацюючий цех планують демонтувати, а саме його надземну частину, що складається з двоповерхових цегляних будівель, та вивезти й утилізувати понад 25 тис. тонн будівельного сміття.

### Знищення російським ракетним ударом будинку Якова Гретера
У ніч проти п’ятниці, з 5 на 6 червня 2025 року, російський ракетний обстріл знищив 135-річну історичну пам’ятку — будинок підприємця Якова Гретера, одного із засновників відомого київського заводу. Історична будівля входить до переліку памʼяток Києва (Наказ ГУ
охорони культурної спадщини від 25.06.2011 р. №16-1996).
Ця будівля була свідком заснування заводу у 1882 році. Саме тоді у київському передмісті Шулявщина чех Йосип Криванек та швейцарець Яков Гретер заснували «Київський чавуноливарний і механічний завод».
Будинок, спочатку зведений як житловий, зазнав значних трансформацій протягом своєї історії. Після націоналізації в радянські часи його пристосували під клуб заводу та адміністративну будівлю. На початку 2000-х років тут розміщувалася центральна лабораторія заводу «Більшовик».
В останні роки перед знищенням, перший поверх будівлі здавався в оренду під магазин, а другий займали адміністративні приміщення.
На фасаді будинку з 1965 року була встановлена бронзова меморіальна дошка, присвячена робітникам заводу, які загинули під час Другої світової війни.
Зруйнований Будинок Гретера був не  просто будівлею, а частина історії Києва та України.